# Kaw City
Kaw City (pawnee: Arahuuruʾ, Arahuúsiriʾ ) és una ciutat dels Estats Units a l'estat d'Oklahoma. Segons el cens del 2000 tenia 372 habitants.

## Demografia
Segons el cens del 2000, Kaw City tenia 372 habitants, 159 habitatges, i 109 famílies. La densitat de població era de 53,2 habitants per km².
Dels 159 habitatges en un 27,7% hi vivien nens de menys de 18 anys, en un 52,2% hi vivien parelles casades, en un 14,5% dones solteres, i en un 31,4% no eren unitats familiars. En el 25,8% dels habitatges hi vivien persones soles el 14,5% de les quals corresponia a persones de 65 anys o més que vivien soles. El nombre mitjà de persones vivint en cada habitatge era de 2,34 i el nombre mitjà de persones que vivien en cada família era de 2,82.
Per edats la població es repartia de la següent manera: un 26,9% tenia menys de 18 anys, un 6,2% entre 18 i 24, un 22,6% entre 25 i 44, un 25,8% de 45 a 60 i un 18,5% 65 anys o més.
L'edat mediana era de 39 anys. Per cada 100 dones de 18 o més anys hi havia 82,6 homes.
La renda mediana per habitatge era de 26.146 $ i la renda mediana per família de 31.042 $. Els homes tenien una renda mediana de 30.000 $ mentre que les dones 17.917 $. La renda per capita de la població era de 15.091 $. Entorn del 9,3% de les famílies i el 12,7% de la població estaven per davall del llindar de pobresa.

## Poblacions més properes
El següent diagrama mostra les poblacions més properes.